# Felix Richard Allihn
Felix Richard Heinrich Allihn (* 1854; † 29. September 1915) war ein deutscher Chemiker.

Allihn-Kühler oder Kugelkühler

## Leben
Felix Richard Allihn wurde im Jahr 1854 geboren und studierte an der Universität Leipzig. Zusammen mit Paul Degener beschäftigte er sich mit der Erforschung von Zucker. Dazu veröffentlichte er Ende der 1870er wissenschaftliche Publikationen. Allihn wurde 1879 Mitglied der Deutschen Chemischen Gesellschaft. Im Jahr 1882 entwickelte er ein gravimetrisches Verfahren zur Bestimmung von reduzierendem Zucker. Später war er für das Berliner Unternehmen Warmbrunn, Quilitz & Co. tätig. Da der Liebigkühler nicht für Flüssigkeiten mit einem niedrigen Siedepunkt, wie beispielsweise Diethylether, geeignet war, platzierte er in dem Röhrchen Kugeln, wodurch die Kühlfläche vergrößert wurde. Dies stellt die Erfindung des nach ihm benannten Allihnkühlers dar. Später wurde Allihn Direktor von Warmbrunn, Quilitz & Co. In seinen letzten wissenschaftlichen Arbeiten widmete er sich der Kalibrierung von Quecksilberthermometern aus Jenaer Glas. Er starb am 29. September 1915.